# Lijst van afleveringen van The Golden Girls
Dit is een lijst met afleveringen van de Amerikaanse televisieserie The Golden Girls. De serie telt 7 seizoenen met in totaal 180 afleveringen. Een overzicht van alle afleveringen is hieronder te vinden.

## Seizoen 1
| Nr. | Titel aflevering                   | Uitzenddatum VS   |
| --- | ---------------------------------- | ----------------- |
| 1   | The Engagement                     | 14 september 1985 |
| 2   | Guess Who's Coming to the Wedding? | 21 september 1985 |
| 3   | Rose the Prude                     | 28 september 1985 |
| 4   | Transplant                         | 5 oktober 1985    |
| 5   | The Triangle                       | 19 oktober 1985   |
| 6   | On Golden Girls                    | 26 oktober 1985   |
| 7   | The Competition                    | 2 november 1985   |
| 8   | The Break In                       | 9 november 1985   |
| 9   | Blanche and the Younger Man        | 16 november 1985  |
| 10  | The Heart Attack                   | 23 november 1985  |
| 11  | The Return of Dorothy's Ex         | 30 november 1985  |
| 12  | The Custody Battle                 | 7 december 1985   |
| 13  | A Little Romance                   | 14 december 1985  |
| 14  | That Was No Lady                   | 21 december 1985  |
| 15  | In a Bed of Rose's                 | 11 januari 1985   |
| 16  | The Truth Will Out                 | 18 januari 1986   |
| 17  | Nice and Easy                      | 1 februari 1986   |
| 18  | The Operation                      | 8 februari 1986   |
| 19  | Second Motherhood                  | 15 februari 1986  |
| 20  | Adult Education                    | 22 februari 1986  |
| 21  | Flu Attack                         | 1 maart 1986      |
| 22  | Job Hunting                        | 8 maart 1986      |
| 23  | Blind Ambitions                    | 29 maart 1986     |
| 24  | Big Daddy                          | 3 mei 1986        |
| 25  | The Way We Met                     | 10 mei 1986       |

## Seizoen 2
| Nr. | Titel aflevering                     | Uitzenddatum VS   |
| --- | ------------------------------------ | ----------------- |
| 1   | End of the Curse                     | 27 september 1986 |
| 2   | Ladies of the Evening                | 4 oktober 1986    |
| 3   | Take Him, He's Mine                  | 11 oktober 1986   |
| 4   | It's a Miserable Life                | 1 november 1986   |
| 5   | Isn't It Romantic?                   | 8 november 1986   |
| 6   | Big Daddy's Little Lady              | 15 november 1986  |
| 7   | Family Affair                        | 22 november 1986  |
| 8   | Vacation                             | 29 november 1986  |
| 9   | Joust Between Friends                | 6 december 1986   |
| 10  | Love, Rose                           | 13 december 1986  |
| 11  | 'Twas the Nightmare Before Christmas | 20 december 1986  |
| 12  | The Sisters                          | 3 januari 1987    |
| 13  | The Stan Who Came to Dinner          | 10 januari 1987   |
| 14  | The Actor                            | 17 januari 1987   |
| 15  | Before and After                     | 24 januari 1987   |
| 16  | And Then There Was One               | 31 januari 1987   |
| 17  | Bedtime Story                        | 7 februari 1987   |
| 18  | Forgive Me, Father                   | 14 februari 1987  |
| 19  | Long Day's Journey Into Marinara     | 21 februari 1987  |
| 20  | Whose Face Is This, Anyway?          | 28 februari 1987  |
| 21  | Dorothy's Prized Pupil               | 14 maart 1987     |
| 22  | Diamond in the Rough                 | 21 maart 1987     |
| 23  | Son-in-Law Dearest                   | 11 april 1987     |
| 24  | To Catch a Neighbor                  | 2 mei 1987        |
| 25  | A Piece of Cake                      | 9 mei 1987        |
| 26  | Empty Nests                          | 16 mei 1987       |

## Seizoen 3
| Nr. | Titel aflevering                 | Uitzenddatum VS   |
| --- | -------------------------------- | ----------------- |
| 1   | Old Friends                      | 19 september 1987 |
| 2   | One for the Money                | 26 september 1987 |
| 3   | Bringing Up Baby                 | 3 oktober 1987    |
| 4   | The Housekeeper                  | 17 oktober 1987   |
| 5   | Nothing to Fear, But Fear Itself | 24 oktober 1987   |
| 6   | Letter to Gorbachev              | 31 oktober 1987   |
| 7   | Strange Bedfellows               | 7 november 1987   |
| 8   | Brotherly Love                   | 14 november 1987  |
| 9   | A Visit from Little Sven         | 21 november 1987  |
| 10  | The Audit                        | 28 november 1987  |
| 11  | Three on a Couch                 | 5 december 1987   |
| 12  | Charlie's Buddy                  | 12 december 1987  |
| 13  | The Artist                       | 19 december 1987  |
| 14  | Blanche's Little Girl            | 9 januari 1988    |
| 15  | Dorothy's New Friend             | 16 januari 1988   |
| 16  | Grab That Dough                  | 23 januari 1988   |
| 17  | My Brother, My Father            | 6 februari 1988   |
| 18  | Golden Moments: Part 1           | 13 februari 1988  |
| 19  | Golden Moments: Part 2           | 13 februari 1988  |
| 20  | And Ma Makes Three               | 20 februari 1988  |
| 21  | Larceny and Old Lace             | 27 februari 1988  |
| 22  | Rose's Big Adventure             | 12 maart 1988     |
| 23  | Mixed Blessings                  | 19 maart 1988     |
| 24  | Mister Terrific                  | 30 april 1988     |
| 25  | Mother's Day                     | 7 mei 1988        |

## Seizoen 4
| Nr. | Titel aflevering                       | Uitzenddatum VS  |
| --- | -------------------------------------- | ---------------- |
| 1   | Yes, We Have No Havanas                | 8 oktober 1988   |
| 2   | The Days and Nights of Sophia Petrillo | 22 oktober 1988  |
| 3   | The One That Got Away                  | 29 oktober 1988  |
| 4   | Yokel Hero                             | 5 november 1988  |
| 5   | Bang the Drum, Stanley                 | 12 november 1988 |
| 6   | Sophia's Wedding: Part 1               | 19 november 1988 |
| 7   | Sophia's Wedding: Part 2               | 26 november 1988 |
| 8   | Brother, Can You Spare That Jacket?    | 3 december 1988  |
| 9   | Scared Straight                        | 10 december 1988 |
| 10  | Stan Takes a Wife                      | 7 januari 1989   |
| 11  | The Auction                            | 14 januari 1989  |
| 12  | Blind Date                             | 28 januari 1989  |
| 13  | The Impotence of Being Ernest          | 4 februari 1989  |
| 14  | Love Me Tender                         | 6 februari 1989  |
| 15  | Valentine's Day                        | 11 februari 1989 |
| 16  | Two Rode Together                      | 18 februari 1989 |
| 17  | You Gotta Have Hope                    | 25 februari 1989 |
| 18  | Fiddler on the Ropes                   | 4 maart 1989     |
| 19  | Till Death Do We Volley                | 18 maart 1989    |
| 20  | High Anxiety                           | 25 maart 1989    |
| 21  | Little Sister                          | 1 april 1989     |
| 22  | Sophia's Choice                        | 15 april 1989    |
| 23  | Rites of Spring                        | 29 april 1989    |
| 24  | Foreign Exchange                       | 6 mei 1989       |
| 25  | We're Outta Here: Part 1               | 13 mei 1989      |
| 26  | We're Outta Here: Part 2               | 13 mei 1989      |

## Seizoen 5
| Nr. | Titel aflevering                                       | Uitzenddatum VS   |
| --- | ------------------------------------------------------ | ----------------- |
| 1   | Sick and Tired: Part 1                                 | 23 september 1989 |
| 2   | Sick and Tired: Part 2                                 | 30 september 1989 |
| 3   | The Accurate Conception                                | 7 oktober 1989    |
| 4   | Rose Fights Back                                       | 14 oktober 1989   |
| 5   | Love Under the Big Top                                 | 21 oktober 1989   |
| 6   | Dancing in the Dark                                    | 28 oktober 1989   |
| 7   | Not Another Monday                                     | 2 november 1989   |
| 8   | That Old Feeling                                       | 9 november 1989   |
| 9   | Comedy of Errors                                       | 16 november 1989  |
| 10  | Mr. Lucky - All That Jazz                              | 30 november 1989  |
| 11  | Ebb Tide                                               | 7 december 1989   |
| 12  | Have Yourself a Very Little Christmas                  | 16 december 1989  |
| 13  | Mary Has a Little Lamb                                 | 5 januari 1990    |
| 14  | Great Expectations                                     | 16 januari 1990   |
| 15  | Triple Play                                            | 23 januari 1990   |
| 16  | Clinton Avenue Memoirs                                 | 3 februari 1990   |
| 17  | Like the Beep Beep Beep of the Tom Tom                 | 10 februari 1990  |
| 18  | An Illegitimate Concern                                | 12 februari 1990  |
| 19  | 72 Hours                                               | 17 februari 1990  |
| 20  | Twice in a Lifetime                                    | 23 februari 1990  |
| 21  | Sisters and Other Strangers                            | 3 maart 1990      |
| 22  | Cheaters                                               | 23 maart 1990     |
| 23  | The Mangiacavallo Curse Makes a Lousy Wedding Present  | 31 maart 1990     |
| 24  | All Bets Off                                           | 7 april 1990      |
| 25  | The President's Coming! The President's Coming! Part 1 | 5 mei 1990        |
| 26  | The President's Coming! The President's Coming! Part 2 | 12 mei 1990       |

## Seizoen 6
| Nr. | Titel aflevering                                     | Uitzenddatum VS   |
| --- | ---------------------------------------------------- | ----------------- |
| 1   | Blanche Delivers                                     | 22 september 1990 |
| 2   | Once in St. Olaf                                     | 29 september 1990 |
| 3   | If at Last You Do Succeed                            | 6 oktober 1990    |
| 4   | Snap Out of It                                       | 13 oktober 1990   |
| 5   | Wham, Bam, Thank You, Mammy                          | 20 oktober 1990   |
| 6   | Feelings                                             | 27 oktober 1990   |
| 7   | Zborn Again                                          | 3 november 1990   |
| 8   | How Do You Solve a Problem Like Sophia?              | 10 november 1990  |
| 9   | Mrs. George Devereaux                                | 17 november 1990  |
| 10  | Girls Just Wanna Have Fun...Before They Die          | 24 november 1990  |
| 11  | Stand by Your Man                                    | 1 december 1990   |
| 12  | Ebbtide's Revenge                                    | 15 december 1990  |
| 13  | The Bloom Is Off the Rose                            | 5 januari 1991    |
| 14  | Sisters of the Bride                                 | 12 januari 1991   |
| 15  | Miles to Go                                          | 19 januari 1991   |
| 16  | There Goes the Bride: Part 1                         | 2 februari 1991   |
| 17  | There Goes the Bride: Part 2                         | 9 februari 1991   |
| 18  | Older and Wiser                                      | 16 februari 1991  |
| 19  | Melodrama                                            | 23 februari 1991  |
| 20  | Even Grandmas Get the Blues                          | 2 maart 1991      |
| 21  | Witness                                              | 9 maart 1991      |
| 22  | What a Difference a Date Makes                       | 23 maart 1991     |
| 23  | Love for Sale                                        | 6 april 1991      |
| 24  | Never Yell Fire in a Crowded Retirement Home: Part 1 | 27 april 1991     |
| 25  | Never Yell Fire in a Crowded Retirement Home: Part 2 | 27 april 1991     |
| 26  | Henny Penny - Straight, No Chaser                    | 4 mei 1991        |

## Seizoen 7
| Nr. | Titel aflevering                          | Uitzenddatum VS   |
| --- | ----------------------------------------- | ----------------- |
| 1   | Hey, Look Me Over                         | 21 september 1991 |
| 2   | The Case of the Libertine Belle           | 28 september 1991 |
| 3   | Beauty and the Beast                      | 5 oktober 1991    |
| 4   | That's for Me to Know                     | 12 oktober 1991   |
| 5   | Where's Charlie?                          | 19 oktober 1991   |
| 6   | Mother Load                               | 26 oktober 1991   |
| 7   | Dateline: Miami                           | 2 november 1991   |
| 8   | The Monkey Show: Part 1                   | 9 november 1991   |
| 9   | The Monkey Show: Part 2                   | 9 november 1991   |
| 10  | Ro$e Love$ Mile$                          | 16 november 1991  |
| 11  | Room Seven                                | 23 november 1991  |
| 12  | From Here to the Pharmacy                 | 7 december 1991   |
| 13  | The Pope's Ring                           | 14 december 1991  |
| 14  | Old Boyfriends                            | 15 december 1991  |
| 15  | Goodbye, Mr. Gordon                       | 11 januari 1992   |
| 16  | The Commitments                           | 25 januari 1992   |
| 17  | Questions and Answers                     | 8 februari 1992   |
| 18  | Ebbtide VI: The Wrath of Stan             | 15 februari 1992  |
| 19  | Journey to the Center of Attention        | 22 februari 1992  |
| 20  | A Midwinter Night's Dream                 | 29 februari 1992  |
| 21  | A Midwinter Night's Dream Continues       | 29 februari 1992  |
| 22  | Rose: Portrait of a Woman                 | 7 maart 1992      |
| 23  | Home Again, Rose: Part 1                  | 2 mei 1992        |
| 24  | Home Again, Rose: Part 2                  | 2 mei 1992        |
| 25  | One Flew Out of the Cuckoo's Nest: Part 1 | 9 mei 1992        |
| 26  | One Flew Out of the Cuckoo's Nest: Part 2 | 9 mei 1992        |